# Obrona Ludu
Obrona Ludu – polskie czasopismo, ukazujące się trzy razy w tygodniu, związane z opozycyjną NPR-Prawicą, wydawane w latach 1927–1939 w nakładzie 60 tysięcy sztuk. Z pismem był związany Karol Popiel.